# سیارک ۱۳۹۴۲
سیارک ۱۳۹۴۲ (به انگلیسی: 13942 Shiratakihime، نامگذاری:1989VS2)۱۳۹۴۲مین سیارک کشف شده‌است که در ۰۲ نوامبر ۱۹۸۹ کشف شد.